# Debra Paget
Debra Paget; właściwie Debralee Griffin (ur. 19 sierpnia 1933 w Denver) – amerykańska aktorka.

## Kariera
Aktorka największe sukcesy odniosła w latach 50.; kiedy zagrała m.in. w westernie Złamana strzała (1950) z Jamesem Stewartem, epickim filmie biblijnym Cecila B. DeMille'a Dziesięcioro przykazań (1956) czy filmie Love Me Tender (1956), w którym po raz pierwszy na ekranie pojawił się Elvis Presley.
Debiutowała już jako 13-latka na teatralnej scenie w sztuce Wesołe kumoszki z Windsoru wg Williama Szekspira. Dwa lata później, w 1948 pojawiła się w filmie noir Roberta Siodmaka pt. Krzyk miasta. Zaowocowało to podpisaniem kontraktu z wytwórnią 20th Century Fox i kolejnymi filmowymi rolami. Pod koniec lat 50. zakończyła współpracę z  wytwórnią i jej popularność zaczęła spadać. Grała wówczas w produkcjach niemieckich i włoskich; współpracując m.in. z Fritzem Langiem. W 1965 po tym jak po raz trzeci wyszła za mąż i urodziła syna, w wieku zaledwie 32 lat zrezygnowała ostatecznie z aktorstwa.

## Życie prywatne
Jej pierwsze 2 małżeństwa trwały zaledwie kilka miesięcy i zakończyły się rozwodami. Pierwszym mężem Debry był aktor i piosenkarz David Street, drugim znany reżyser filmowy Budd Boetticher. W 1964 poślubiła Ling (Louis) C. Kunga (ur. 1921, zm. 1996), przedsiębiorcę z branży naftowej chińskiego pochodzenia. Był on potomkiem Konfucjusza; synem H. H. Kunga, bankiera i polityka; który w latach 30. uchodził za najbogatszego człowieka w Chinach. Para miała jednego syna. Rozwiedli się w 1980.

## Wybrana filmografia
- Krzyk miasta (1948) jako Teena Ricante
- Dom ludzi obcych (1949) jako Maria Domenico
- Złamana strzała (1950) jako Sonseeahray (Gwiazda poranna)
- Czternaście godzin (1951) jako Ruth
- Rajski ptak (1951) jako Kalua
- Anna z Indii (1951) jako Molly LaRochelle
- Nędznicy (1952) jako Cosette
- Niezłomny wiking (1954) jako księżniczka Ilena
- Księżniczka Nilu (1954) jako księżniczka Shalimar/Taura
- Demetriusz i gladiatorzy (1954) jako Lucia
- Ostatnie polowanie (1956) jako indiańska dziewczyna
- Dziesięcioro przykazań (1956) jako Lilia
- Love Me Tender (1956) jako Cathy Reno
- Brzeg rzeki (1957) jako Meg Cameron
- Omar Khayyam (1957) jako Sharain
- Z Ziemi na Księżyc (1958) jako Virginia Nicholl
- Tygrys z Esznapuru (1959) jako Seetha
- Indyjski grobowiec (1959) jako Seetha
- Córka Kleopatry (1960) jako Shila
- Rzym 1585 (1961) jako Esmeralda
- Opowieści niesamowite (1962) jako Helene Valdemar (w noweli pt. Prawdziwy opis wypadku pana Valdemara)
- Nawiedzony pałac (1963) jako Ann Ward
- Prawo Burke’a (1963-66; serial TV) jako Juliet/Helen Harper (gościnnie; 1963 i 1965)